# Oruza rectangulata
Oruza rectangulata là một loài bướm đêm trong họ Erebidae.